# Selmer Mark VI
Pour les articles homonymes, voir Mark VI.

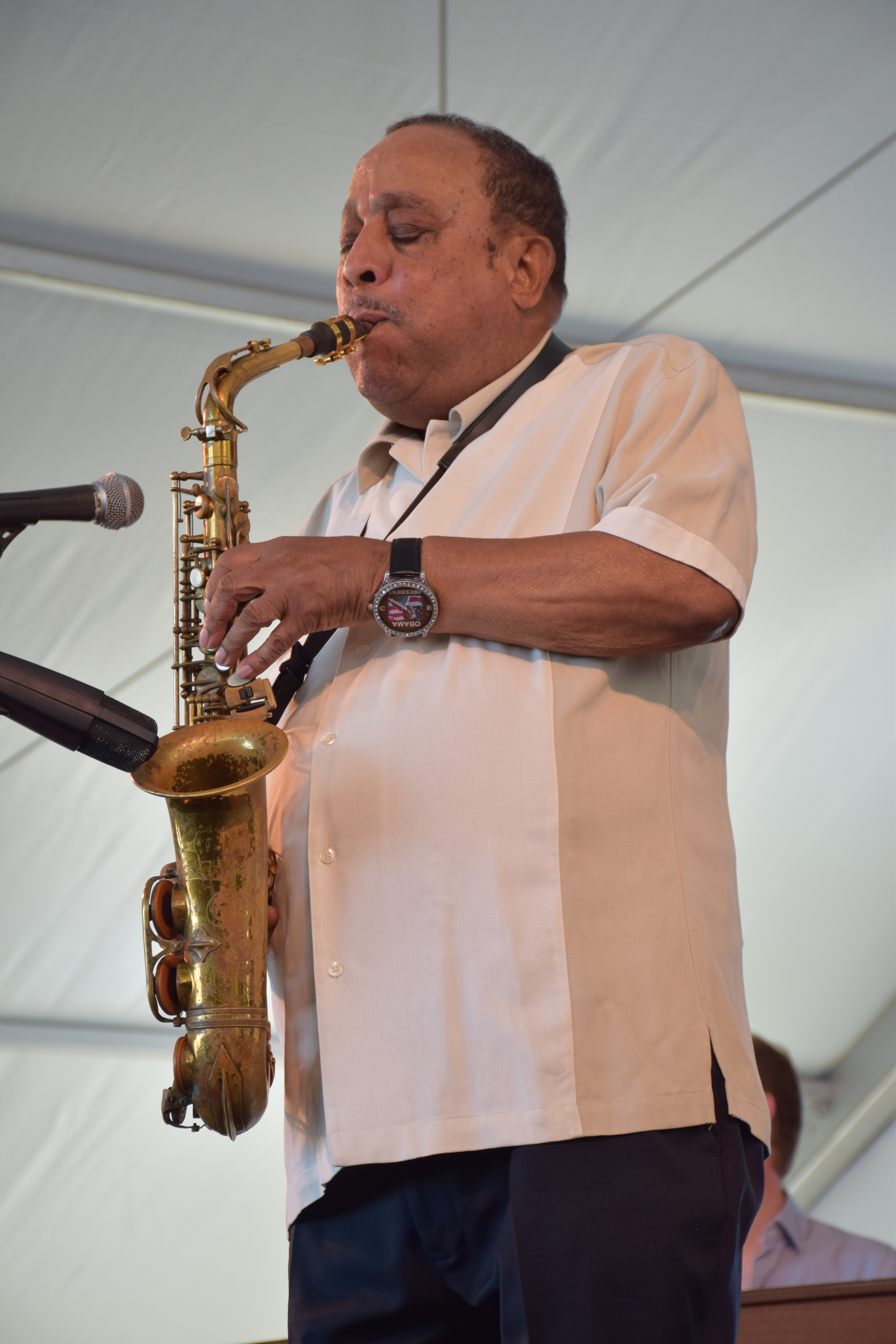
Lou Donaldson jouant un alto Selmer Mk VI.

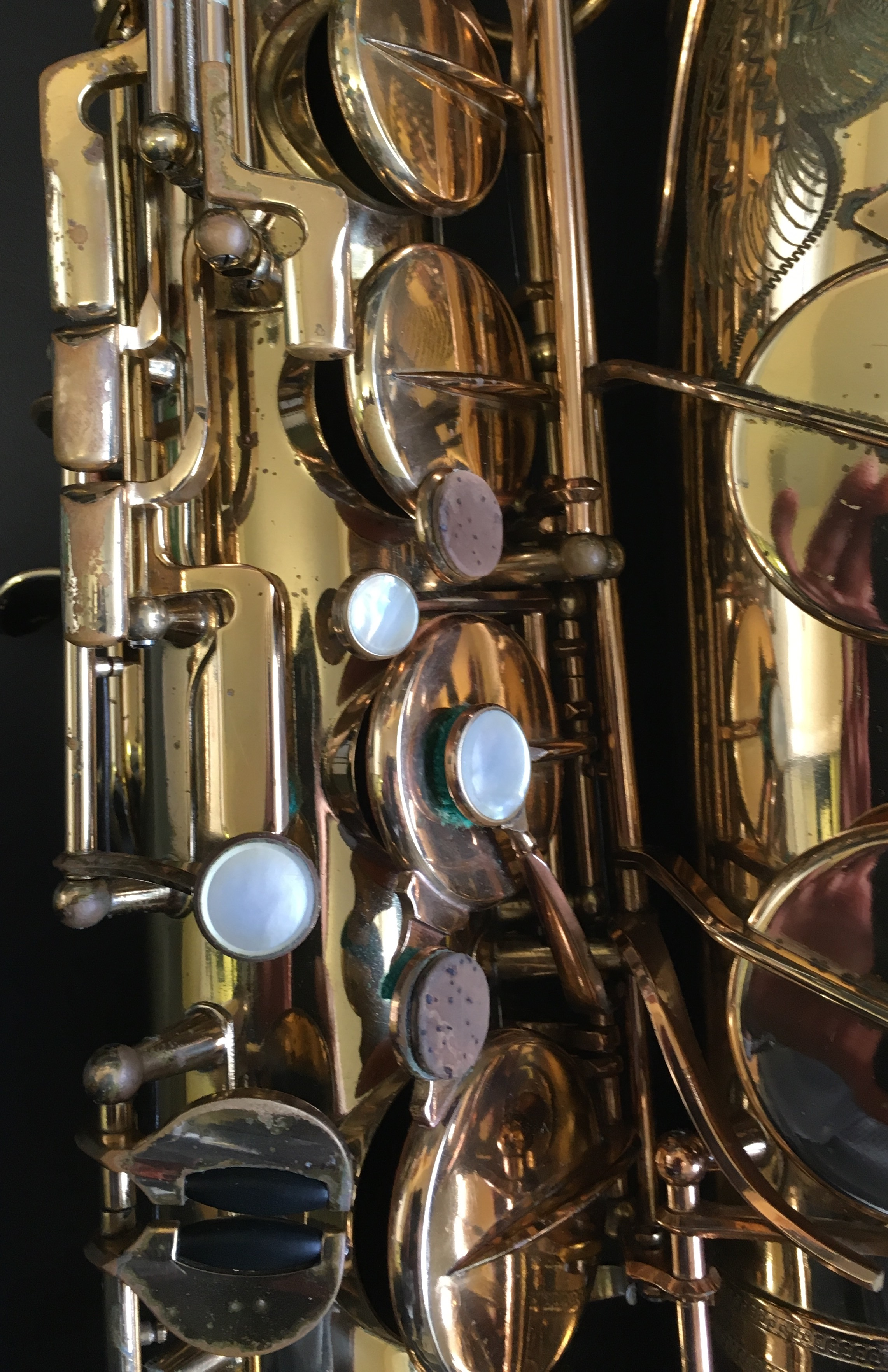
Saxophone ténor Selmer Mark VI, modèle Concert avec fa# aigu, sol# main droite, trille ré à mi bémol et trille do à ré en utilisant la touche palmée mi bémol.

La série Selmer Mark VI est une série de modèles de saxophone produite de 1954 à 1981. La production est passée au Mark VII pour le ténor et l'alto au milieu des années 1970 (voir le paragraphe sur les numéros de série ci-dessous), et au Super Action 80 pour les saxophones soprano et baryton en 1981. Le sopranino a connu une production limitée jusqu'aux environs de l'année 1985.
La série Mark VI a été mise au point avec l'aide du saxophoniste classique et essayeur Marcel Mule dès 1951. Ce modèle est sorti pour célébrer le cinquantenaire de la médaille d'or de l'exposition universelle de Saint-Louis (1904).
Selmer a lancé la série Mark VI en 1954 avec les modèles suivants : sopranino, soprano, alto, ténor, baryton et saxophone basse, jusqu'à l'introduction du modèle Mark VII en 1975. Étant donné que la série Mark VI a continué à être utilisé pour les sopraninos, les sopranos, les barytons ou les saxophones basse, ces modèles n'ont pas eu de version Mark VII. Il existe des documents attestant un nombre limité de saxophones barytons marqués comme Mark VII, mais ces modèles étaient de la même conception que le Mark VI.
Le premier saxophone alto dit  « Mark VI » distribué aux États-Unis a fait l'objet d'une campagne publicitaire unique et portait le numéro de série 53727 le 19 mars 1954.
Tous les saxophones Mark VI ont été fabriqués en France. Après la fabrication, les instruments destinés aux marchés britannique/canadien ou américain étaient expédiés non assemblés et non gravés vers leurs marchés respectifs pour y être réglés et vernis. Le vernis américain a la particularité d'être foncé. Le style de gravure sur le pavillon de l'instrument est un indicateur du lieu d'assemblage.

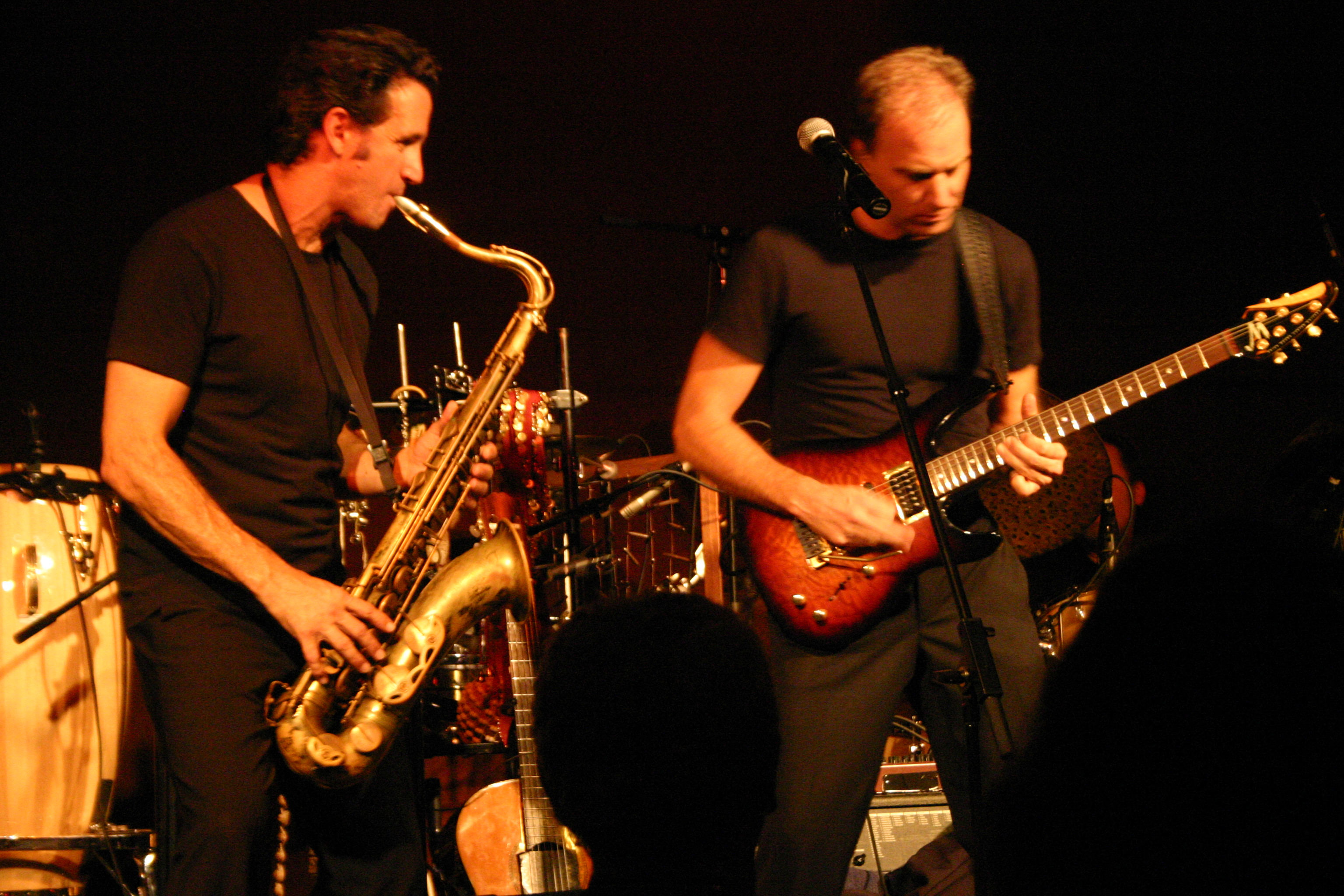
Eric Marienthal jouant un saxophone ténor Selmer Mk VI.

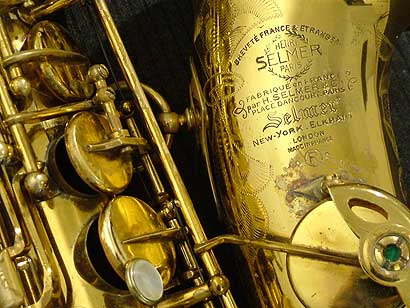
Pavillon d'un saxophone alto Selmer Mark VI dans la plage 80 000 des numéros de série.

La gravure des modèles Mark VI assemblés en France représente généralement un papillon et un motif floral, et la gravure s'étend généralement à la culasse. Certains Mark VI assemblés en France n'ont pas de gravure autre que l'incrustation de la marque. Des clés en nickel ou argentées avec un corps laqué étaient proposées pour les instruments assemblés en France. La culasse des saxophones réglés aux États-Unis à la particularité d'être soudée.
Les modèles Mark VI britanniques et canadiens ont souvent un médaillon symétrique gravé sur l'avant du pavillon, et un dessin rappelant le nautile sur ses côtés.
Les modèles Mark VI réglés en Amérique à Elkhart (Indiana) ont une gravure florale ou en forme de rouleau, et seuls les modèles les plus anciens s'étendent jusqu'à la culasse. Le Mark VI a été joué par de nombreux saxophonistes dont Jimmy Heath, Sonny Rollins, John Coltrane, Maceo Parker et David Sanborn.
Le design du Mark VI a évolué au fil du temps. Succédant officiellement à la série nommée Super Action mais communément appelée Super Balanced Action, les premiers modèles Mark VI de Selmer étaient hybrides, incorporant des éléments de conception du modèle précédent. Sur le plan sonore, les premiers modèles sont considérés comme ayant un son « sombre », tandis que les modèles plus récents sont considérés comme ayant un son  « brillant ». La conicité de la perce, la culasse (en anglais : bow), le design du bocal et certaines caractéristiques mécaniques ont changé tout au long de l'histoire de la Mark VI. Les changements n'ont pas été documentés par Selmer. La longueur de la culasse a été augmentée sur les altos de la plage des numéros de série 85K pour résoudre certains problèmes d'intonation. Les années suivantes, la culasse courte a été réintroduite. Certains altos ont eu des déflecteurs soudés dans la culasse pour corriger les problèmes d'intonation. Au moins trois modifications ont été apportées à la conception du bocal du ténor dans les années 1950 et 1960, puis à nouveau dans les années 1970. Certains prétendent que les changements de conception du bocal expliquent les différences de tonalité et de qualité de jeu entre les Mark VI antérieurs et postérieurs. D'autres prétendent que les Mark VI produits après le numéro de série 180 000 environ ont un métal plus dur en raison d'un changement dans le processus d'usinage du métal, cependant, ce numéro de série correspond à un changement connu dans la conception du bocal, de sorte que les caractéristiques différentes avant et après ne peuvent pas être attribuées avec certitude à la métallurgie.
Les Mark VI des dernières années ont acquis une réputation de qualité inférieure à celle des premières versions (peut-être en raison de la production annuelle plus élevée de Selmer pour ce saxophone populaire), ce qui a entraîné une plus grande demande de Mark VI des premières années avec un numéro de série à cinq chiffres. La description par un employé du processus d'assemblage et de contrôle de la qualité chez Selmer USA au cours des années 1960 indique que des Mark VI de qualité différente étaient vendus par différents canaux ; le niveau supérieur était proposé aux musiciens sous contrat avec Selmer (« Selmer Artists »), le deuxième niveau était destiné aux revendeurs professionnels des principaux marchés et le troisième niveau était destiné au marché grand public. Par conséquent, la meilleure garantie de la qualité d'un Mark VI peut être son historique de vente, car on peut s'attendre à une plus grande variabilité dans la qualité des instruments initialement vendus sur le marché grand public[réf. nécessaire].
La clé de fa  aiguë était proposée en option, bien que certains musiciens pensent que les instruments sans clé de fa  aiguë ont une meilleure intonation naturelle. Au milieu des années 1960, des clétages optionnels étaient proposés, notamment le rare modèle « Concert » avec un fa# aigu, un sol# main droite, une clé de trille de ré à mi bémol et une clé de trille de do à ré utilisant la clé de palme de mi bémol. Il existe également des modèles assez rares d'alto et de baryton descendant au la grave. Le baryton au la grave est particulièrement recherché, tandis que le modèle alto au la grave a acquis une réputation, à tort ou à raison, de  problèmes d'intonation[réf. nécessaire]. Néanmoins, Ornette Coleman jouait un alto au la grave.
La qualité et l'ergonomie de la conception du clétage du Mark VI peuvent être observées dans les conceptions actuelles de saxophones : la plupart des saxophones modernes ont un clétage qui est basé sur la conception de base du Mark VI.
Le directeur général de Selmer Paris, Jérôme Selmer, a confirmé que tous les Mark VI ont été fabriqués à partir d'un matériau standard 66/34 de « laiton jaune » et que Selmer n'a jamais recyclé les corps.

## Intérêt et particularité de la série Mark VI
Une des particularités majeure de cette série vient du fait qu'elle ne concerne pas les musiciens classiques, qui n'y voient aucun intérêt particulier, au contraire. Ce sont les musiciens de Jazz qui apprécient ses qualités unanimement reconnues dans ce milieu , et dans le monde entier.
Pour eux , il n'est pas exagéré de dire que le Mark VI est le "stradivarius" des saxophones.
Une autre particularité tient au fait que son engouement concerne très majoritairement les ténors, les altos en seconde place, malgré le fait l'alto est le modèle le plus vendu donc le plus fabriqué, les soprano et baryton étant très peu concernés par ce phénomène.

## Enregistrements (sélection)
- John Coltrane enregistre, avec un saxophone ténor Mark VI, « A Love Supreme » en 1964.

## Années de production par numéro de série
Nota. Le premier saxophone Mark VI arrivé aux États-Unis avait le numéro 53727 (19 mars 1954).
- 1954 : 55201-59000
- 1955 : 59001-63400
- 1956 : 63401-68900
- 1957 : 68901-74500
- 1958 : 74501-80400
- 1959 : 80401-85200
- 1960 : 85201-91300
- 1961 : 91301-97300
- 1962 : 97301-104500
- 1963 : 104501-112500
- 1964 : 112501-121600
- 1965 : 121601-131800
- 1966 : 131801-141500
- 1967 : 141501-152400
- 1968 : 152401-162500
- 1969 : 162501-173800
- 1970 : 173801-184900
- 1971 : 184901-196000
- 1972 : 196001-208700
- 1973 : 208701-220800
- 1974 : (Après 231 000 / Mark VII) 220801-233900

Le guide « officiel » des numéros de série publié par Selmer n'est pas exact selon les spécialistes du Mark VI. Il peut y avoir jusqu'à 18 mois (+/-) de variation dans les dates de production réelles. Ceci a été vérifié par les propriétaires d'origine avec des reçus de leurs instruments montrant des dates d'achat antérieures à celles où ils auraient été produits selon ce tableau. Il existe un exemple d'un instrument de la série 89 000 vendu en 1959. La date réelle de la transition entre les altos et les ténors Mark VI et Mark VII n'est pas claire - les Mark VI existent dans la gamme des numéros de série 236 000 (1975), contrairement à la transition officielle vers le Mark VII au numéro 231 000. Une hypothèse est que l'annonce de la transition dans la documentation de Selmer de 1974 était prématurée. Une autre hypothèse est que Selmer a produit simultanément le design Mark VI et les premiers instruments Mark VII, ou peut-être jusqu'à ce que les pièces existantes pour le Mark VI soient épuisées. Les premiers exemples rapportés de Mark VII ont des clavettes Mark VII sur des tubes de corps de type Mark VI.
Les modèles Mark VI Soprano, Baryton et Basse ont été produits de 1954 à 1981. Il est possible de trouver des exemples confirmés de ces instruments dans la gamme de numéros de série 55201-365000. Le modèle Mark VI Sopranino a été produit de 1954 à 1985 et peut être trouvé dans la gamme de numéros de série # 55201-378000.
Le Mark VI a été remplacé par le Mark VII, qui n'était produit que pour les saxophones alto et ténor.